# Dolomitas lucanos
Los Dolomitas lucanos (o Pequeños Dolomitas lucanos) son una cordillera perteneciente a los Apeninos lucanos, al este de la más imponente dorsal Pierfaone-Volturino-Viggiano, constituyen el corazón del homónimo parque natural regional (que se extiende a los bosques de Gallipoli-Cognato). Se denominan Dolomitas por su semejanza morfológica con las más famosas montañas del Véneto y el Trentino.

## Descripción
El nacimiento del macizo, que domina la parte central del val Basento, data de hace 15 millones de año. Formada por cimas modeladas por la acción milenaria de los agentes atmosféricos, presentan agujas en punta con una altitud media de 1000 m s. n. m. El punto más alto es el de la Costa di S. Martino, denominada Piccole Dolomiti. Otras cimas relevantes son Incudine, Grande Madre y Aquila Reale. Cabe mencionar, además, los picos de las Murge de Castelmezzano y los del monte Carrozze.

## Municipios
- Castelmezzano
- Pietrapertosa
- Albano di Lucania
- Campomaggiore

## Galería de imágenes

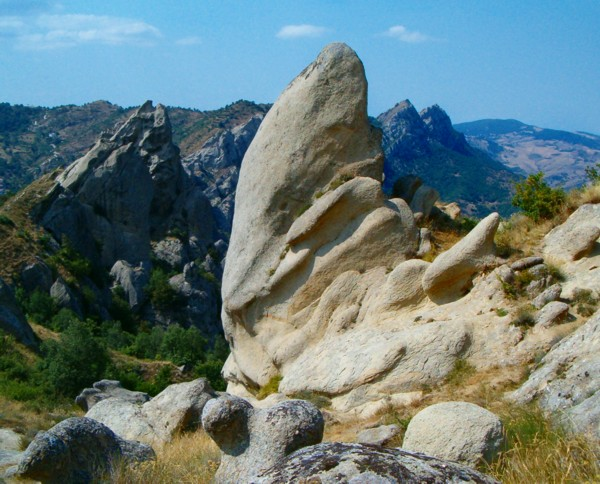
Piccole Dolomiti lucane
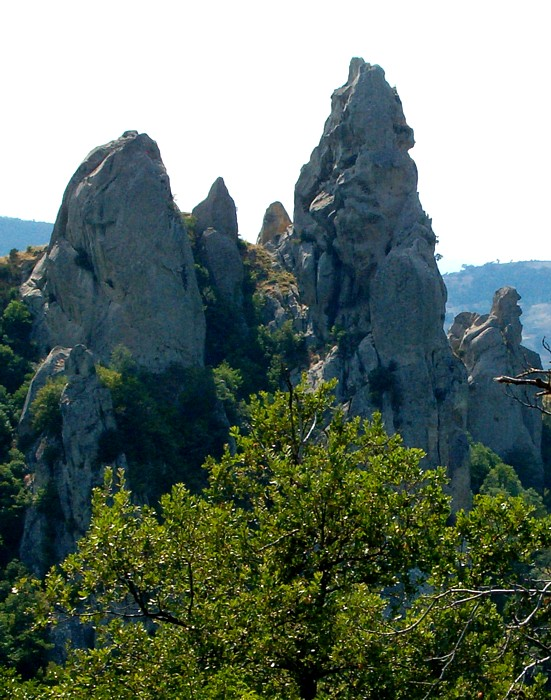